# Siglo XXV
El siglo XXV d. C. (siglo veinticinco después de Cristo) o siglo XXV e. c. (siglo veinticinco de la era común) será el quinto siglo del III milenio en el calendario gregoriano. Comenzará el 1 de enero de 2401 y terminará el 31 de diciembre de 2500.

## Predicciones astronómicas

### Lista de los largos eclipses totales de Sol
- 20 de abril de 2414: Eclipse total de Sol,[1] (5 min 33 s), del saros 145.
- 30 de abril de 2432: Eclipse total de Sol,[2] (5 min 56 s), del saros 145.
- 12 de mayo de 2450: Eclipse total de Sol,[3] (6 min 19 s), del saros 145.
- 22 de mayo de 2468: Eclipse total de Sol,[4] (6 min 41 s), del saros 145.
- 2 de junio de 2486: Eclipse total de Sol,[5] (6 min 59 s), del saros 145.

### Otros fenómenos astronómicos
- 30 de diciembre de 2419: a 01:38 UTC Venus ocultará a Urano.
- 2426: Segunda órbita de Plutón desde su descubrimiento en 1930.
- 2456: Triple conjunción Marte-Júpiter.
- 29 de agosto de 2478: a 23:11 UTC Marte ocultará a Júpiter.
- 12 de junio de 2490: Tránsito de Venus.
- 6 de mayo de 2492: según el astrónomo belga Jean Meeus, las posiciones de los 8 planetas y de Plutón estarán en el mismo ángulo de 90°, en vista heliocéntrica del sistema solar. La última vez que sucedió esto fue el 1 de febrero de 949.
- 10 de junio de 2498: Tránsito de Venus.

## Ciencia ficción
- En la saga de videojuegos Time Splitters, el sargento Cortez inicia su viaje temporal desde el año 2401.
- La película Æon flux está ambientada en el año 2415.
- La obra de Louis-Sébastien Mercier, El año 2440, se ubica en ese tiempo en un París futurizado con un Luis XVI decrépito.
- El videojuego Star Trek Online se ambienta en este siglo.
- El profesor Zoom, uno de los Flash reversos y archienemigo de Flash, es oriundo de esta época en los cómics y viaja al pasado para asesinar a Barry Allen.
- En la serie Futurama, en el año 2443 es la segunda llegada de Jesús.
- Jason X está ambientada en el año 2455.
- La serie de ciencia ficción de Seth MacFarlane The Orville acontece en este siglo.
- La historia del videojuego PlanetSide 2 se ambienta en este siglo.
- En el "universo de Halo", es en el año 2490 que se lleva a cabo el proyecto SPARTAN iniciado por la doctora Catherine Halsey.
- En la serie de televisión Futurama la ciudad de Nueva York es destruida por segunda vez alrededor del año 2500.